# 307e escadrille de chasse polonaise
La 307e escadrille de chasse de nuit polonaise, dite également de « Lwów » (en polonais : 307 Dywizjon Myśliwski Nocny "Lwowskich Puchaczy") est une escadrille de chasse dont les pilotes polonais combattaient au sein de la Royal Air Force durant la Seconde Guerre mondiale.

Écusson du 307

## Histoire

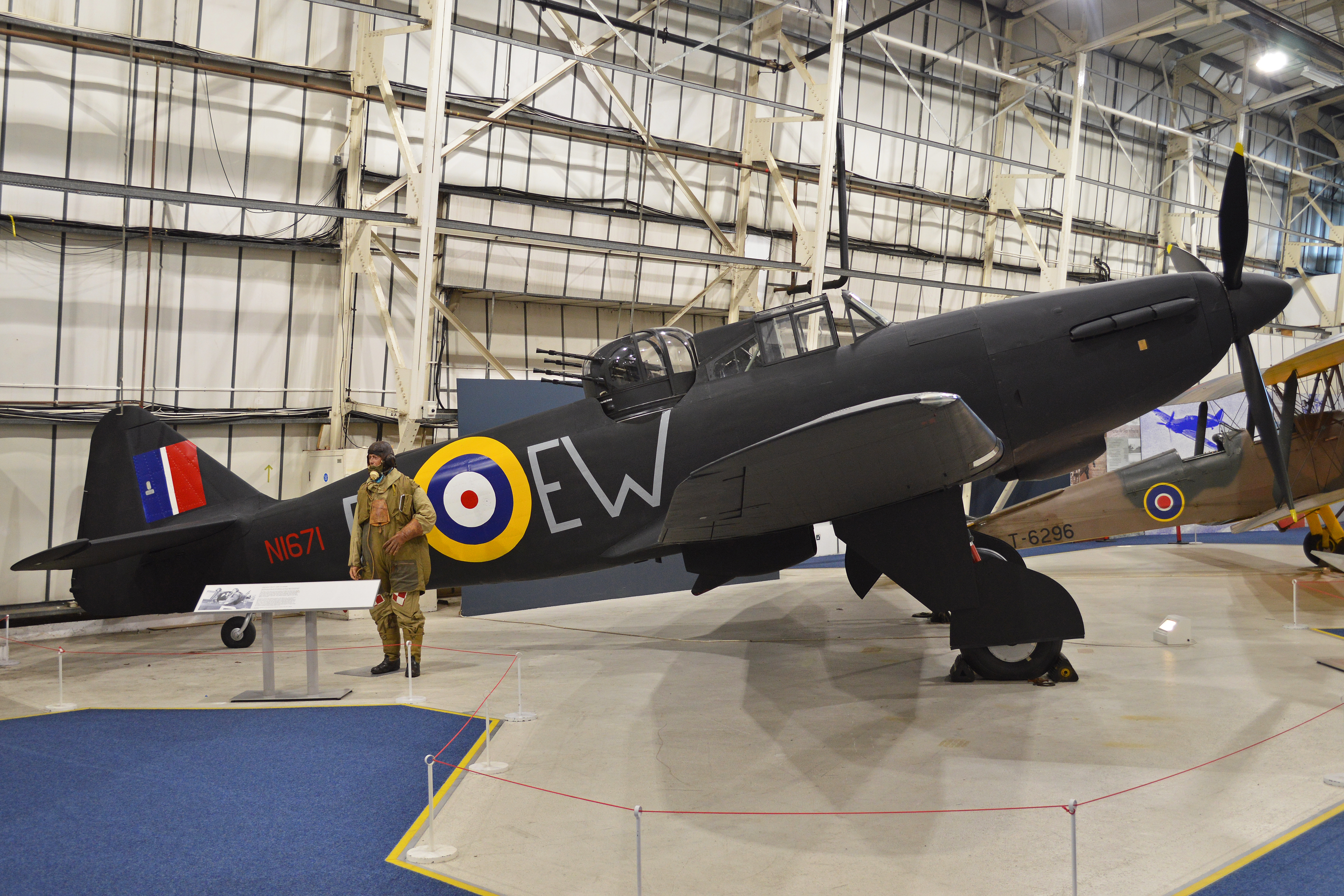
Defiant Mk I de la au Royal Air Force Museum London.

L'escadrille est formée le 24 août 1940 à Blackpool. L'unité hérite les traditions du VI Groupe de chasse de Lwów. Les premiers avions à équiper l'escadrille étaient des Boulton Paul Defiant, mais ces appareils ne suscitaient pas l'admiration de pilotes car leur unique armement se trouvait dans la tourelle arrière. Réduits au rôle de « chauffeur aérien », certains pilotes, dont le commandant, décident de quitter l'escadrille. Le 7 novembre 1940 l'unité est envoyée à l'aérodrome de Jurby sur l'île de Man afin de continuer l'entraînement. Le 3 décembre l'escadrille devient opérationnelle et ses premières missions consistent à patrouiller les voies maritimes. Le 28 janvier 1941 l'unité est transférée à Squires Gate pour effectuer des vols de nuit au-dessus de Liverpool et Manchester. La nuit du 11 au 12 avril 1941 les pilotes de la 307e remportent leur première victoire certaine, l'équipage du sergent Franciszek Jankowiak et du sergent-chef Józef Lipiński abat un bombardier Heinkel He 111,. Le 26 avril 1941 la 307e est transférée à la base d'Exeter afin de protéger la côte sud-ouest de l'Angleterre. À partir du 14 août de la même année l'escadrille est équipée de Bristol Beaufighter. La nuit du 1er au 2 novembre l'équipage du sergent Michał Turzański et du sergent Henryk Ostrowski abat deux Dornier Do 215. Les pilotes de la 307e remportent un autre succès notable la nuit du 3 au 4 mai 1942 lorsqu'ils détruisent quatre bombardiers allemands. Fin 1942 l'escadrille reçoit des Mosquito et le 7 août 1943 elle se voit transférer  à la base de Predannack aux Cornouailles. Désormais sa mission consiste à patrouiller de jour le golfe de Gascogne dans le but de combattre l'aviation allemande. Le 1er septembre 1943 ses aviateurs remportent un succès remarquable : cinq avions détruits sûrement, deux probablement et quatre endommagés. Le 9 novembre 1943 l'unité déménage sur la base aérienne de Drem près d'Édimbourg d'où elle patrouille de nuit le ciel d'Écosse. L'activité de la Luftwaffe étant faible dans la région, des patrouilles d'alerte sont envoyées à la base de Sumburgh aux Shetlands d'où elles réalisent des vols en mer du Nord, en Norvège ainsi qu'en Islande. Dès janvier 1944 la 307e effectue des vols de harcèlement en Norvège. Le 2 mars l'escadrille est délocalisée à Coleby Grange avec pour mission de défendre les villes de Hull et Londres. À partir de mois de juin 1944, après être transférée à la base de Church Fenton, l'escadrille fournit des patrouilles offensives en Allemagne, France, Belgique et Pays-Bas. Le 17 septembre cinq avions protègent le débarquement à Arnhem lors de l'opération Market Garden. La dernière victoire de l'escadrille est remportée le 7 mars 1945 par l'équipage du capitaine Czesław Tarkowski et du flying officer K. Taylor.

## Commandants

### Commandants britanniques
s/ldr George Charlie Tomlinson

### Commandants polonais
- 10 septembre 1940 – capitaine  Stanisław Pietraszkiewicz
- 15 octobre 1940 – commandant Kazimierz Benz
- 15 novembre 1940 – commandant Stanisław Grodzicki
- 11 juin 1941 – capitaine Jerzy Antonowicz
- 24 octobre 1941 – lieutenant Maksymilian Lewandowski
- 13 novembre 1941 – commandant Stanisław Brejniak
- 23 juillet 1942 – capitaine Jan Michałowski
- 22 mars 1943 – capitaine Gerard Ranoszek
- 1er avril 1943 – commandant Jerzy Orzechowski
- 8 novembre 1943 – capitaine Maksymilian Lewandowski
- 22 mai 1944 – capitaine Gerard Ranoszek
- 9 décembre 1944 – capitaine Stanisław Andrzejewski
- 1er mars 1946 – capitaine Jerzy Damsz

## Équipement
- Boulton Paul Defiant Mk-I – depuis le 10 septembre 1940
- Bristol Beaufighter Mk-IIF – depuis le 14 août 1941
- Bristol Beaufighter Mk-VIF – depuis le 5 mai 1942
- De Havilland Mosquito Mk-NF.II – depuis le 21 décembre 1942
- De Havilland Mosquito Mk-F.VI – depuis le 19 juin 1943
- De Havilland Mosquito Mk-NF.XII i Mk-NF.XIII – depuis le 22 janvier 1944
- De Havilland Mosquito Mk-NF.XXX – depuis le 24 octobre 1944

## Bases
- 10 septembre 1940 – Kirton in Lindsey
- 7 novembre 1940 – Jurby
- 8 janvier 1941 – Squires Gate
- 26 mars 1941 – Colerne
- 26 avril 1941 – Exeter
- 15 avril 1943 – Fairwood Common
- 7 août 1943 – Predannack
- 9 novembre 1943 – Drem
- 2 mars 1944 – Coleby Grange
- 4 mai 1944 – Church Fenton
- 27 janvier 1945 – Castle Camps
- 18 mai 1945 – Coltishall
- 1946 – Horsham St. Faith

## Victoires
| 1940-1945                 | Résultats |
| ------------------------- | --------- |
| Victoires certaines       | 30 3/4    |
| Probables                 | 7         |
| Avions ennemis endommagés | 17        |

## Pertes
Les pertes de l'escadrille sont de 28 pilotes et de 26 bombardiers/navigateurs dont
15 équipages tués au combat
13 équipages tués dans des accidents.